# Teodrada
Teodrada (784-fecha desconocida del siglo IX) fue hija de Carlomagno y de su cuarta esposa, Fastrada. Por familia del padre era nieta de Bertrada de Laon y de Pipino el Breve y por madre era nieta del Conde Rodolfo de Austrasia y de Eda de Baviera.Poco se sabe sobre su vida. Probablemente habrá muerto siendo abadesa en la Abadía de Argenteuil.

## Biografía
Era la hija mayor del matrimonio, aunque hacía el número duodécimo de los hijos de Carlomagno.
En 814, se le menciona como abadesa de Argenteuil, pero se ignora si entró en la orden en vida de su padre, o si fue obligada a ingresar en tiempo de su medio hermano Ludovico Pío. Un documento más tardío, probablemente del año 828, indica que Teodrada recibió Argenteuil de son padre, a condición de volviera después a la abadía de Saint-Denis, salvo si ésta renunciaba a ello. La transferencia de la abadía era por tanto independiente del rey carolingio.
Después de que los vikingos devastaran la región de París, donde se encuentra la abadía, Teodrrada huyó a la parte oriental del imperio franco y se refugió en la abadía de Münsterschwarzach, fundada por su madre, Fastrada, hacia 780. Allí se convirtió en abadesa, y durante los años siguientes aplicó la reforma monástica de Benito de Aniane.
La última mención de Teodrada en una carta de la abadía está fechada el 9 de enero de 844. Un documento posterior, fechado el 21 de julio de 853, señala que Hildegarda, hija de Luis el Germánico, dejó de ser la abadesa de Münsterschwarzach para convertirse en abadesa de Zürich. De ello se deduce que Teodrada debió morir en ese intervalo.